# Jean-Pierre Manzagol
Jean-Pierre Manzagol (dit Le Roi du Cap), né le 23 mars 1946, est un pilote de rallyes français d'origine corse.

## Biographie
Sa carrière dans le monde des rallyes s'étale de 1967 à 2013. Ses meilleurs résultats ont été obtenus en 1972 : 2e à la Ronde Cévenole, au Critérium des Cévennes, et au Rallye du Var.
Il détient le record mondial du nombre de départs sur un même rallye en WRC: 29.
Il a couru sur Renault 8 Gordini, Alpine A110, Alpine A310, Renault 5 GT Turbo, Renault Clio Williams, et Peugeot 306 Maxi.
En 2013, il participe encore au Rallye du Maroc « Historic » (22e sur Peugeot 505 Turbo).
Son fils Jean-Marc est également pilote de rallye, et a remporté plusieurs victoires.

## Palmarès
- 16 fois vainqueur de la Ronde de la Giraglia (Cap Corse): 1970 (1re édition, sur Alpine A110 du Gr.4 (rouge)), 1973, 1981, 1985 à 1991, 1998, 1999, 2003, 2004,  et 2005;
- Rallye de Marseille (terre): 1979 (sur Alpine-Renault);
- Vainqueur de la Ronde de la Giraglia « Historic »: 2011 (copilote Vanessa Magini, sur Alpine A110 H1 GTS);

### Résultats auTour de Corse
(3 podiums dont un en WRC en 1976; classé 9 fois dans les dix premiers)
- 3e: 1970, 1972, et 1976;
- 4e: 1974 (vainqueur de deux épreuves spéciales) et 1975;
- 6e: 1969 et 1973;
- 8e: 1967;
- 10e: 1991 (vainqueur en P-WRC);
- 11e: 1989, 1994 et 1998;
- 15e: 1990 et 2000.